# Joachim Ferenc
Csejtei (Csejthey) Joachim Ferenc (Szeged, 1882. május 21. – Gyula, 1964. szeptember 1.) magyar festőművész.

## Családja
- Joachim Ferenc és felesége Emilia (született Metz, vagy Mecz) gyermekeként született.
- Hat testvére volt: József (1897–1954), Károly, Gizella, Mariska, Jolán, és Mici. A család római katolikus vallású volt.
- Második felesége, született Gráf Margit (Szőny, 1892 – Szentgotthárd, 1965), aki Gráf Márton és felesége Mária (született Stern) gyermekeként született, és volt öt testvére: Moritz, Márton, Károly, Rozsa, Julia.

Joachim Ferenc és felesége Margit (született Gráf) szülei lettek három gyermeknek: Piroska (Párizs, 1913–), Ferenc G. (Budapest, 1920 – Fargo, North Dakota, USA, 1989), és Attila (Szeged, 1923 – Budapest, 1947). Piroska összeházasodott Porkoláb Tivadarral (Kaposvár, 1910 – Lexington, Massachusetts, USA, 1997), aki a tapolcai és szabadbattyáni és nagylángi  Porkoláb családhoz tartozik, és született nekik három gyermekük: Tibor, Miklós (Miklos Porkolab Archiválva 2005. december 14-i dátummal a Wayback Machine-ben) és György. Ferenc G. házasságra lépett Éva Grosszal (Szeged, 1925 – Fargo, North Dakota, USA, 1992) és hat gyermekük született: Éva, Erika, Tamás, János, Gábor, és Michael. Összesen kilenc unokája van, akik közül heten gyermekkorukban ismerték a nagyszüleiket és egymást.
Testvére, Joachim József festőművész és szobrász volt.

## Életpályája
Joachim Ferenc Budapesten, Bécsben, Münchenben (Hollósy Simon magániskolájában) és Párizsban tanult. Rendszeres résztvevője volt a Nagybányai Iskolának. Főbb otthonai és műtermei a szülővárosában, Szegeden és Budapesten voltak. Legtermékenyebb korszaka a Dél-Franciaországban, Marseille környékén töltött idő, amikor plain air képeit festette, csaknem százat. A Nemzeti Szalon alapító tagja volt Budapesten.

## Művei
- Eleinte impresszionista képeket alkotott, majd áttért egy enyhén stilizált, kissé kötöttebb formanyelvre.[5]
- Önarckép (Bp. 1958), Olaj és vászon, 49 x 63 cm.
- Kőbánya Albániában[6]

## Emlékezete
Műveiből kisebb kiállítás látható a szegedi Móra Ferenc Múzeumban. Képeinek nagy része magántulajdonban van, de internetes árveréseken, aukciós házak kínálatában időről időre felbukkannak.
2022 márciusa és júniusa között posztumusz kiállításon mutatták be számos művét a szegedi Móra Ferenc Múzeum kiállítóhelyén, a Fekete házban.

## Képgaléria

Joachim Ferenc (1882–1964), és leánya Joachim Piroska, 1929 körül, Szeged
Joachim Ferenc (1882–1964), és felesége született Gráf Margit, és gyermekeik Piroska, Ferenc G. és Attila, 1925, Szeged
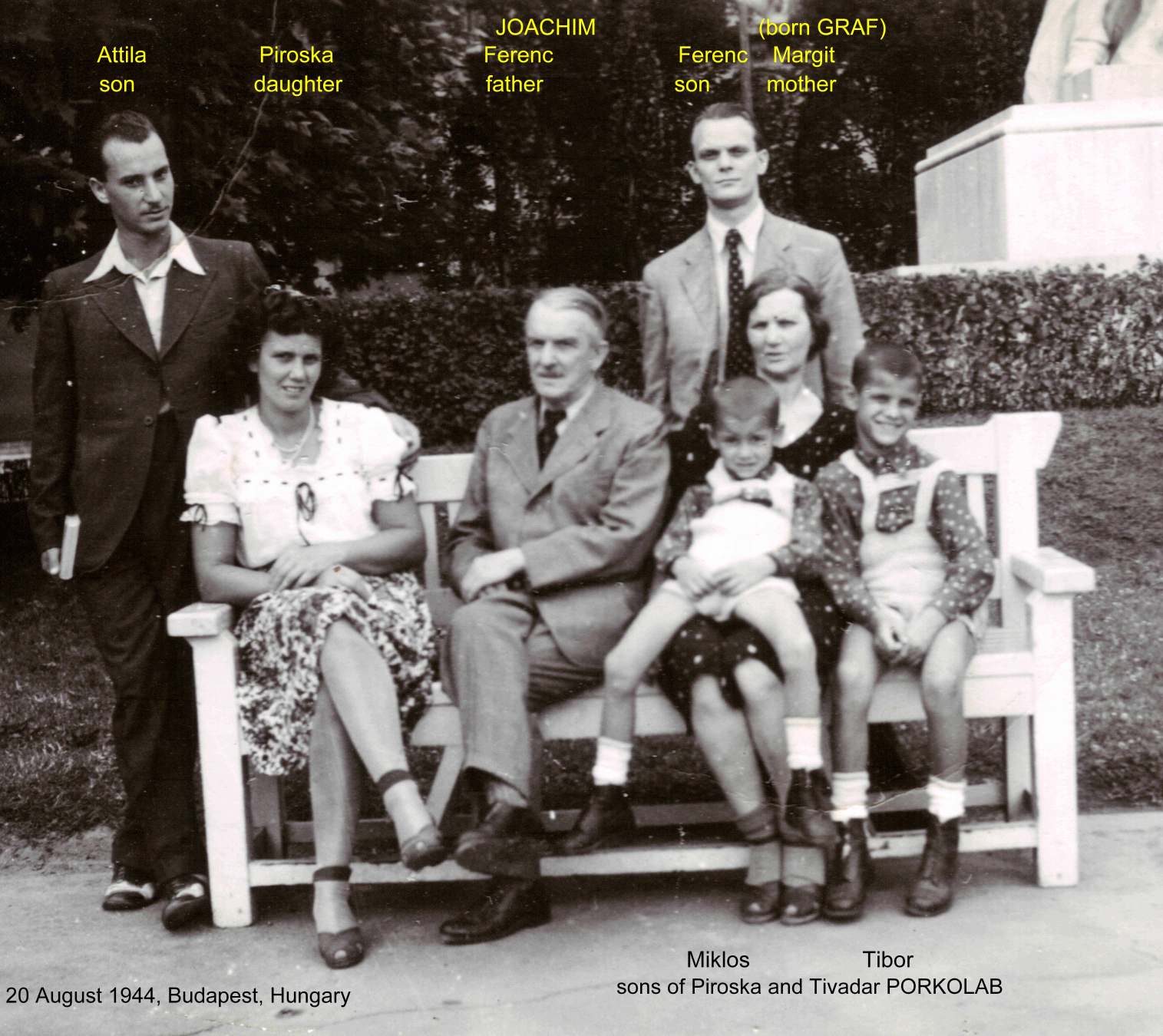
Joachim Ferenc (1882–1964), felesége és három gyermekük, 1944. Budapest
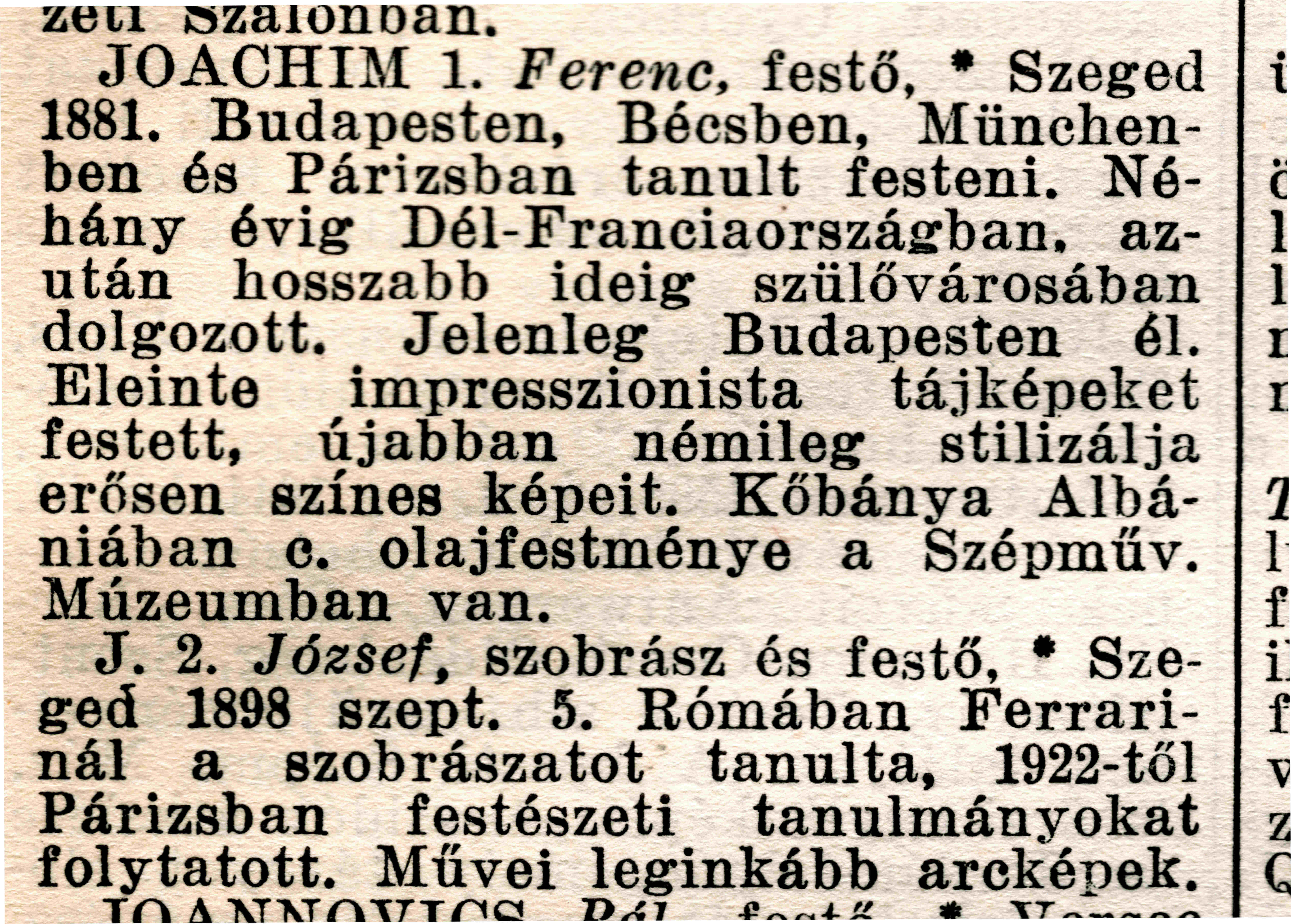
Joachim Ferenc és testvére, Joachim József rövid életrajza az 1935-ös Művészeti lexikonban
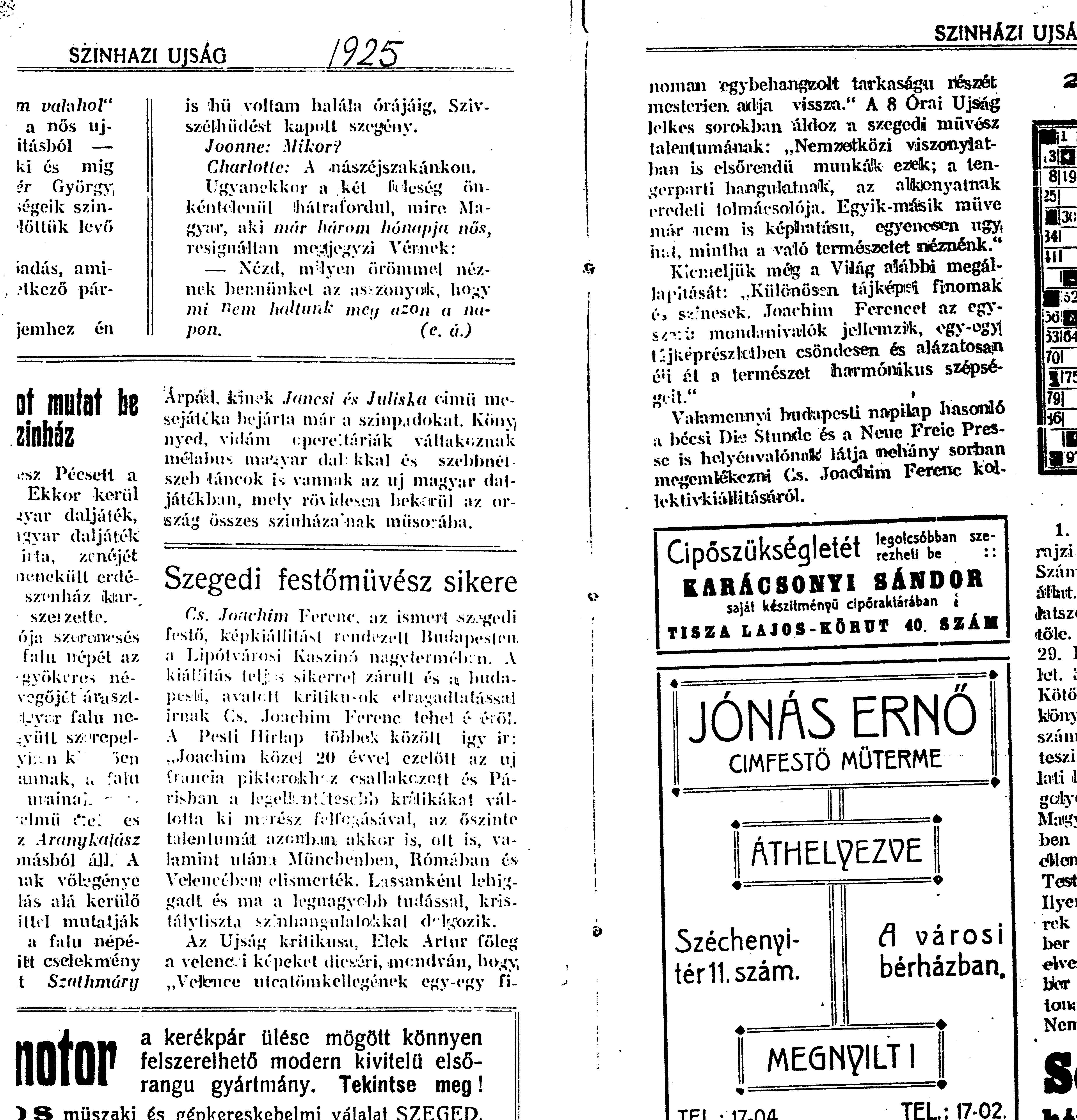
Joachim Ferenc önálló kiállítása Budapesten, 1925-ben. Ez a cikk megjelent a "Színházi Újság" 1925-ös kiadásában
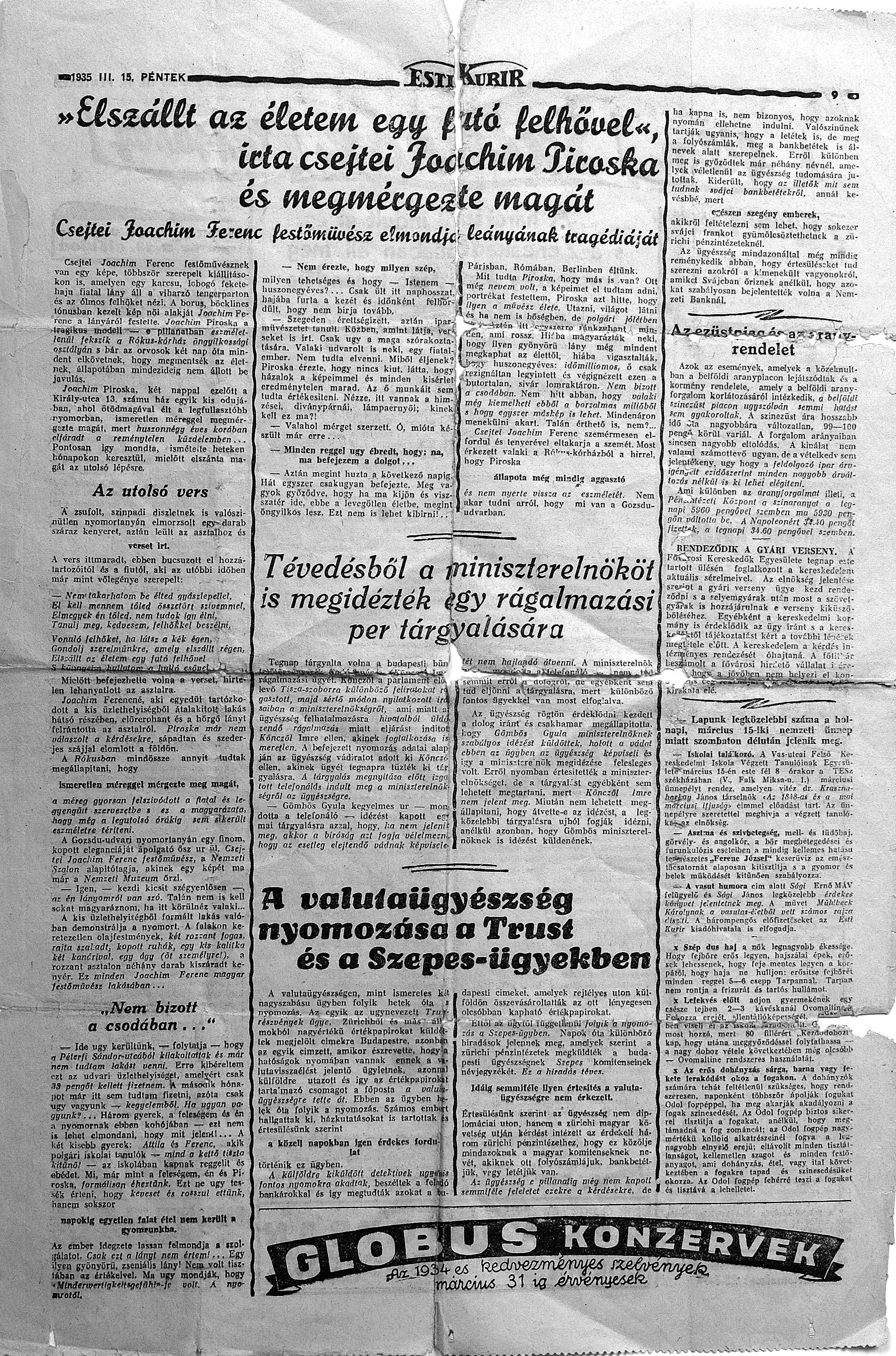
Joachim Ferenc és családja a nagy gazdasági világválság alatt 1935-ben Budapesten. "Esti Kurir," 1935. március 15, 9. oldal
Joachim Ferenc (1882–1964), 1929 körül, Szeged
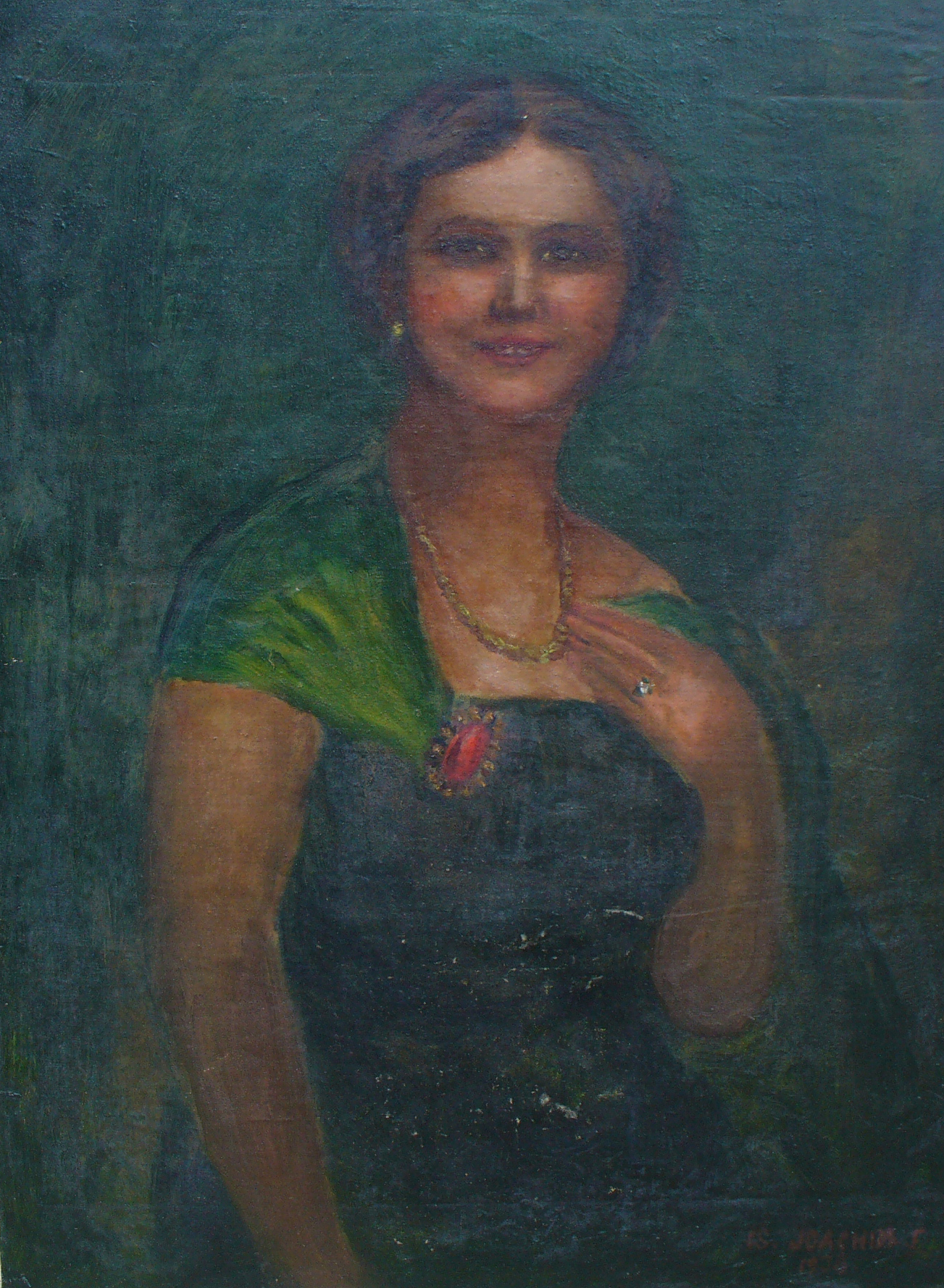
Gráf Júlia 1938-ban, Budapest. Arckép (Bp. 1938) Olaj és vászon, 60 cm x 80 cm
Joachim Ferenc (1882–1964) felesége. Szentgotthárd, 1965–1968 körül
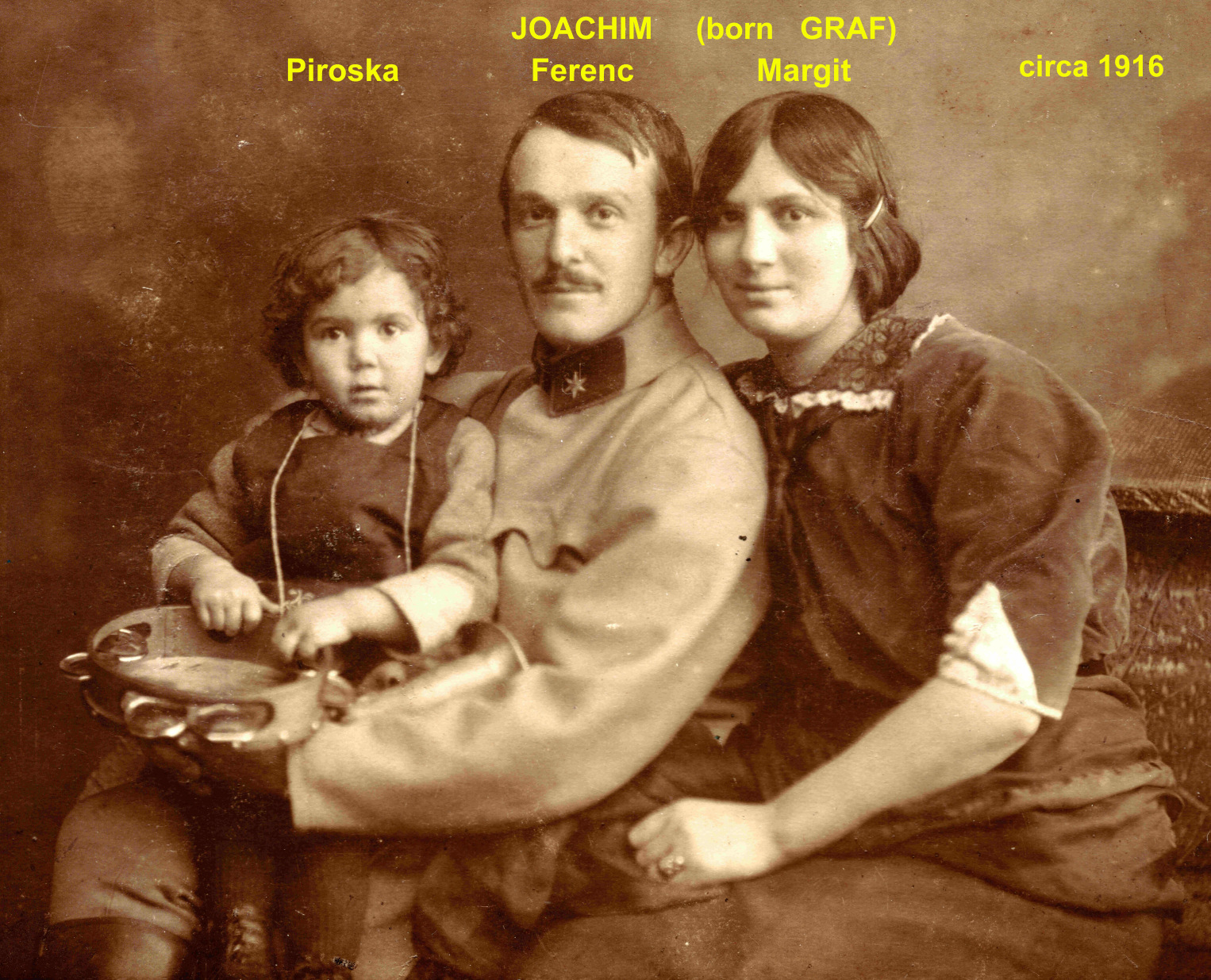
Joachim Ferenc (1882–1964), felesége és első gyermekük, Piroska. Szeged, 1916 körül
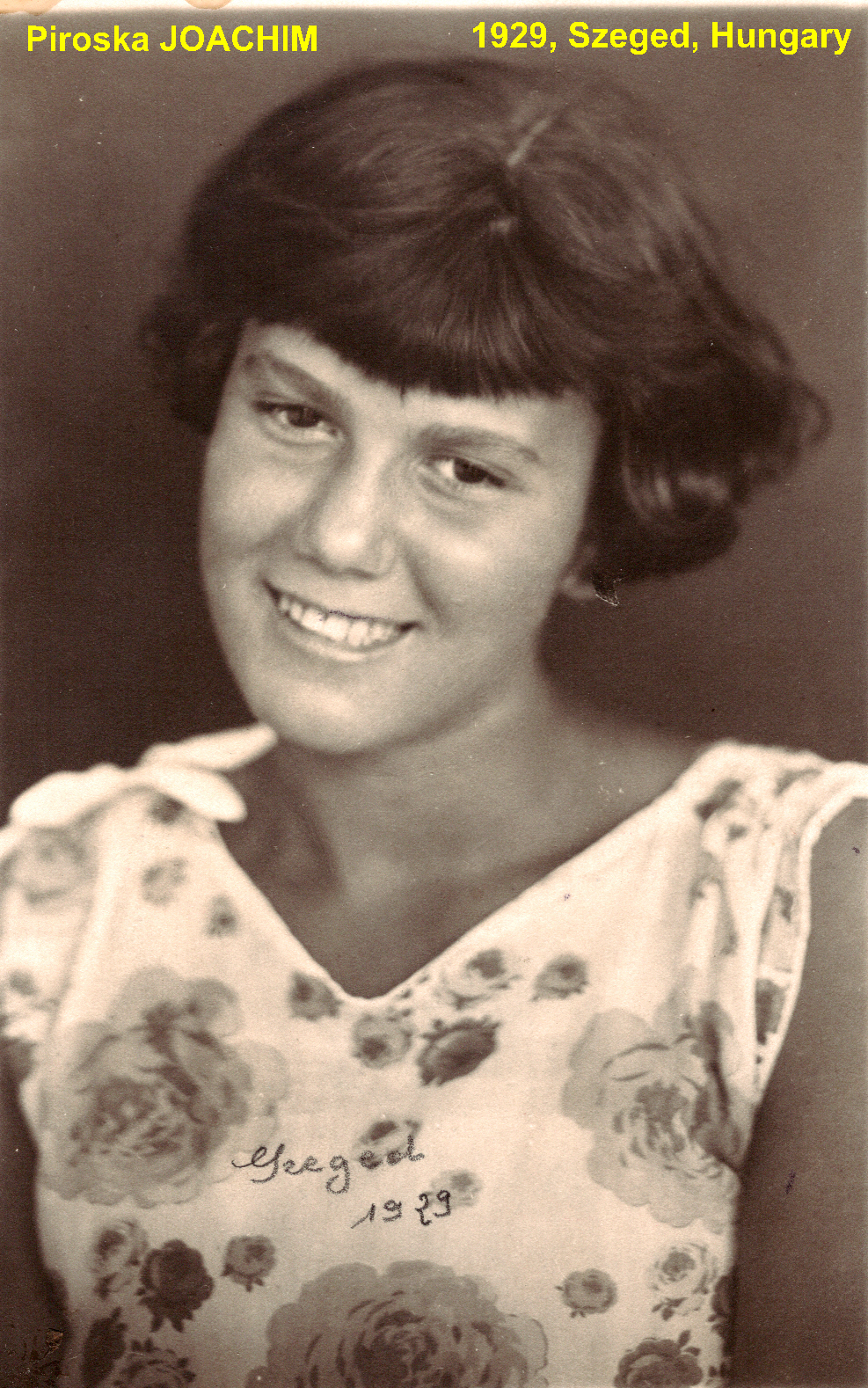
Joachim Piroska (1913–), Joachim Ferenc első gyermeke
Joachim Ferenc G. (1920–1989), Joachim Ferenc második gyermeke, a Budapesti egyetemen vizsgázott kutató biológus és entomológus
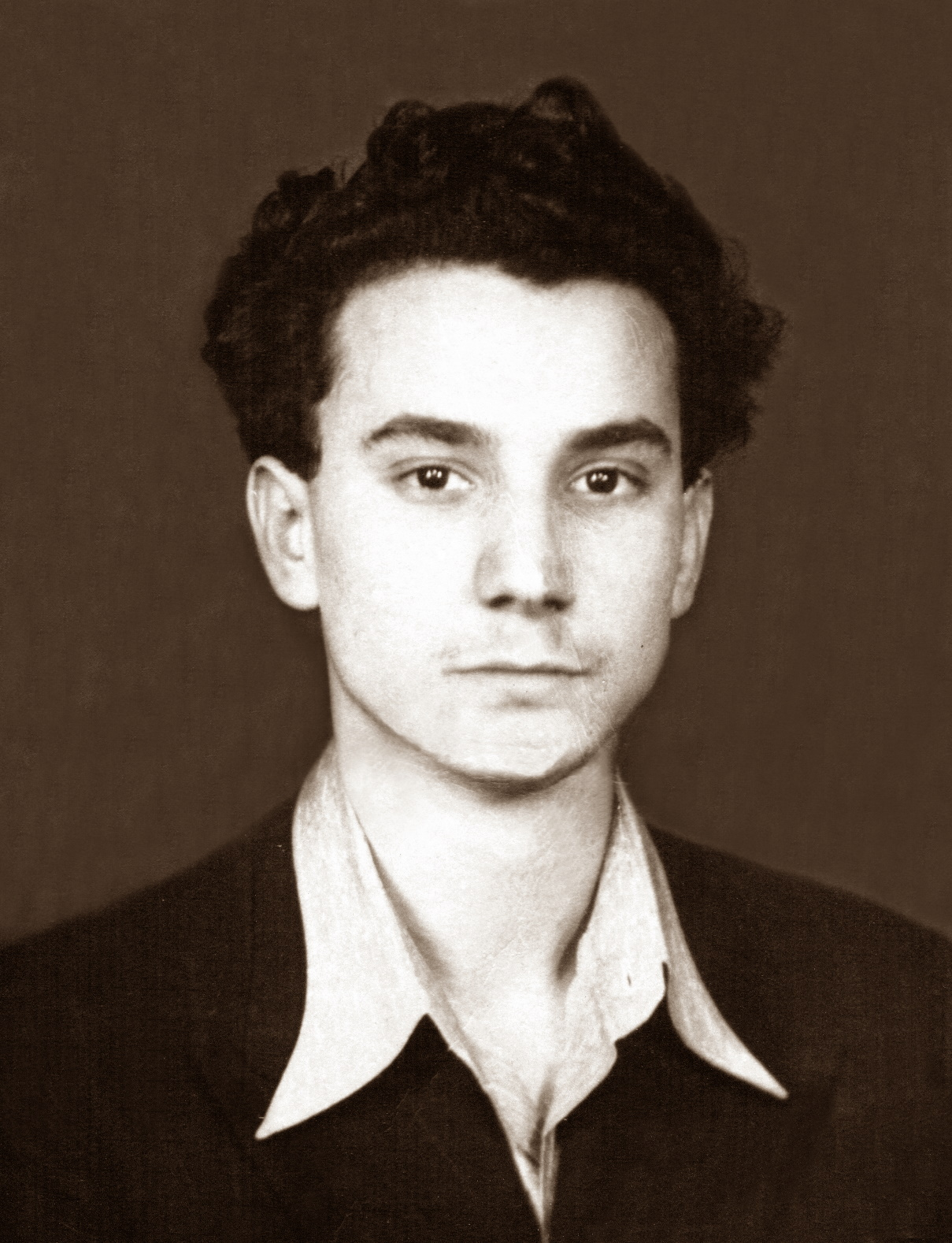
Joachim Attila (1923–1947), Joachim Ferenc harmadik gyermeke, Attila